# Cuise-la-Motte
Cuise-la-Motte – miejscowość i gmina we Francji, w regionie Hauts-de-France, w departamencie Oise.
Według danych na rok 1990 gminę zamieszkiwało 2381 osób, a gęstość zaludnienia wynosiła 237 osób/km² (wśród 2293 gmin Pikardii Cuise-la-Motte plasuje się na 109. miejscu pod względem liczby ludności, natomiast pod względem powierzchni na miejscu 451.).